# Старо Село (Доњи Вакуф)
Старо Село је насељено мјесто у Босни и Херцеговини у општини Доњи Вакуф које административно припада Федерацији Босне и Херцеговине. Према попису становништва из 1991. у насељу је живјело 629 становника.

## Географија
По последњем службеном попису становништва из 1991. године, у насељу Старо Село живело је 629 становника. Становници су претежно били Муслимани.

## Становништво
| Националност       | 1991.        | 1981.        | 1971.        |
| Муслимани          | 555 (88,23%) | 556 (88,53%) | 481 (84,68%) |
| Срби               | 72 (11,44%)  | 31 (4,93%)   | 83 (14,61%)  |
| Хрвати             | 0            | 0            | 3 (0,52%)    |
| Југословени        | 0            | 39 (6,21%)   | 0            |
| остали и непознато | 2 (0,31%)    | 2 (0,31%)    | 1 (0,17%)    |
| ukupno             | 629          | 628          | 568          |